# Ngài đại tá chờ thư
Ngài đại tá chờ thư (tiếng Tây Ban Nha: El coronel no tiene quien le escriba, còn được dịch Không có thư cho ngài đại tá) là một truyện ngắn xuất sắc của nhà văn Columbia Gabriel Garcia Marquez, người đoạt giải Nobel văn học năm 1982.

## Nội dung
Truyện kể một ông đại tá già suốt hai mươi mấy năm chờ đợi một lá thư báo cho biết tiền bồi thường cựu chiến binh.  Trong khi đó gia cảnh hết sức khốn cùng: một người vợ ốm yếu bị bệnh suyển không có thuốc uống, nhà hết gạo ăn, lon cà phê thì chỉ còn một muổng cuối cùng mà ông phải nhường cho vợ, và một con gà độ mà ông phải nhường chính phần ăn của mình cho nó.  Ấy vậy mà ông vẫn cứ chờ đợi. Ra bến đò chờ thuyền chở thư đến mỗi ngày.  Theo chân người phát thư đến bưu trạm lân la hết ngày.  Nhưng vì lòng háo thắng và bướng bỉnh ông không chịu bán gà.  Vì lòng tự ái ông không mở miệng hỏi thư tại bưu trạm, chờ cho tới khi người phát thư tuyên bố, "hôm nay không có thư cho ông đại tá", thì ông mới đành lủi thủi ra về.
Câu chuyện tuy đơn giản, nhưng cái xuất sắc là tác giả đã khéo dùng điệp văn, điệp ngữ để lập đi lập lại một sự việc, khiến cuốn hút người đọc và khiến câu chuyện trở nên hấp dẫn. Qua đó như gởi gắm một lời nhắn nhủ: trong đời lắm lúc phải chờ đợi và vẫn phải nuôi một hy vọng dẫu sự hy vọng đó gần như vô vọng và có thể sẽ không bao giờ đến.